# José Antonio Alzate
José Antonio Alzate y Ramírez (Virreinato de Nueva España; 21 de noviembre de 1737-Ciudad de México,     Virreinato de Nueva España;  2 de febrero de 1799) fue un polímata: filósofo, teólogo, sacerdote, astrónomo, cartógrafo, geógrafo, historiador, naturalista, botánico y periodista novohispano.

## Datos biográficos

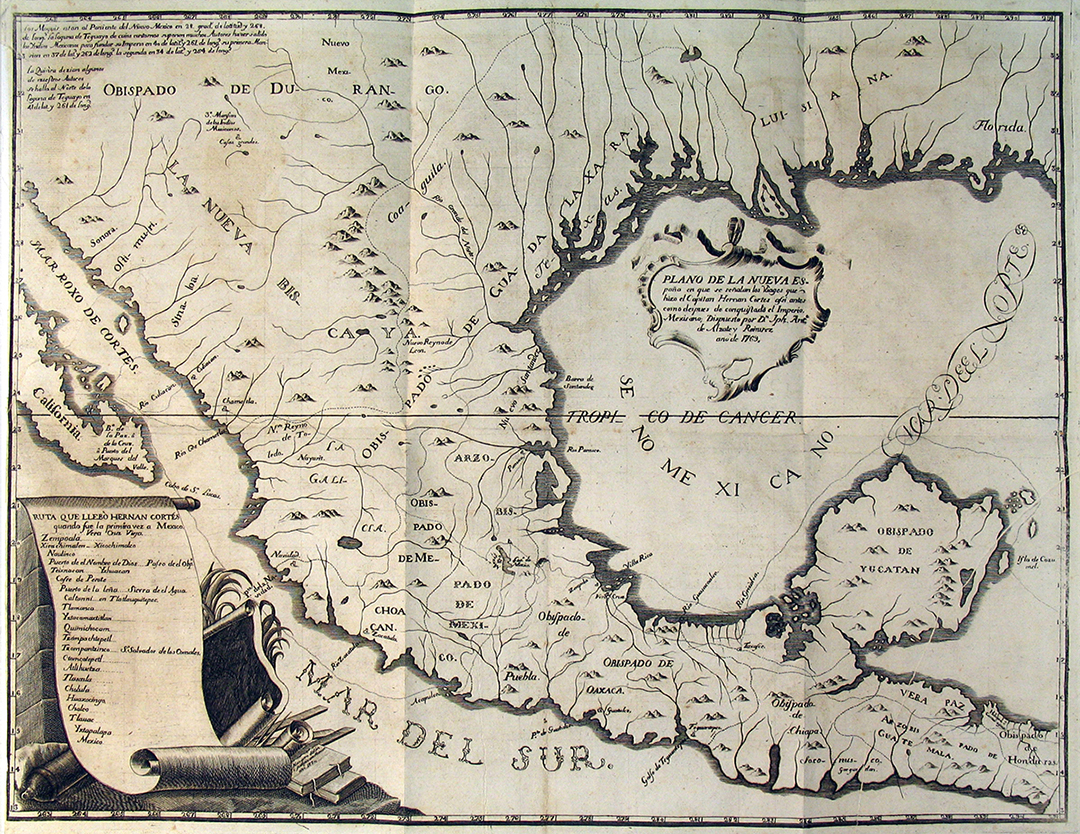
Alzate, Plano de la Nueva España, 1770

José Antonio Alzate y Ramírez nació el  21 de noviembre de 1737 en Ozumba (Que en su honor actualmente es conocido como Ozumba de Alzate), Virreinato de Nueva España, hijo de Juan Felipe de Alzate y de Josefa María Ramírez Cantillana.: viii  Su padre era natural de la Universidad de Irún-Uranzu, en la Provincia de Guipúzcoa, y su madre era natural de Tenango, en la provincia de Chalco, hija de Cristóbal Ramírez y Lugarda Pérez, quien era sobrina de la poetisa sor Juana Inés de la Cruz.: viii  Sin embargo, gracias al capital de sus padres, le fue posible ingresar a la edad de diez años (en 1747) al Colegio de San Ildefonso en la Ciudad de México, y el 12 de enero de 1753 recibió el grado de Bachiller en Artes en la Real y Pontificia Universidad de Ciudad de México; el 30 de abril de 1756, recibió el grado de Bachiller en Teología.: x  Tuvo de joven vocación por las ciencias exactas: la física, la química, la matemática, la astronomía, las ciencias naturales, así como por la filosofía y las bellas letras, y sobresalió en el conocimiento de los clásicos latinos.: x  Fue socio correspondiente de la Academia de Ciencias de Francia, y uno de los primeros observadores de la meteorología mexicana. Fue miembro del Real Jardín Botánico de Madrid, y de la Real Sociedad Bascongada de Amigos del País.: xxiii 
Gracias a su posición económica desahogada, pudo acceder a estos niveles de estudio importantes, y posteriormente pudo también dedicarse a la investigación y divulgación del conocimiento en sus publicaciones, en las que gastó gran parte de su herencia, así mismo en su biblioteca, museo de historia natural, colecciones arqueológicas, de instrumentos de astronomía y física.: xii 
Escribió de botánica y de zoología, e hizo observaciones científicas; entre sus más importantes, acerca de las golondrinas, los colibríes, la cría de cochinillas, el gusano de seda.: xix  Se dedicó también al estudio de la flora y de la agricultura de México.: xix–xx 
Empleó muchos años en la observación de los astros y fenómenos meteorológicos, y fueron importantes sus comentarios referentes a la aurora boreal, que aparecieron publicados en la Gazeta de literatura de México del 19 de noviembre de 1789, con el título "Noticia del meteoro observado en esta ciudad en la noche del día 14 del corriente".
Alzate publicó el Diario Literario de México, cuyo primer número apareció el 12 de marzo de 1768, en total se publicaron 8 números (marzo 12, 18, 26; abril 8, 19, 26 y mayo 4, 10), contiene diversas noticias sobre ciencia, agricultura, relojes, la máquina de vapor, etc. Se imprimió en la Imprenta de la Bibliotheca Mexicana y fue suprimido por orden del virrey marqués de Croix "por justos motivos" según decreto del 15 de mayo de 1768.: xii–xvi 
Cuatro años más tarde publicó los Asuntos varios sobre ciencias y artes, en total se publicaron 13 números entre el 26 de octubre de 1772 y el 4 de enero de 1773. Se imprimió también en la Imprenta de la Bibliotheca Mexicana y fue suprimido por orden del gobierno.: xvi–xvii 
Su tercera publicación periódica se tituló Observaciones sobre la física, historia natural y artes útiles. De ella aparecieron catorce números entre principio de marzo de 1787 y, probablemente, febrero o marzo de 1788. Publica preferentemente textos breves y pocos artículos extensos. Se imprimió en la imprenta de José Francisco Rangel y dejó de publicarse por decisión del propio Alzate.: xxvi–xxvii 

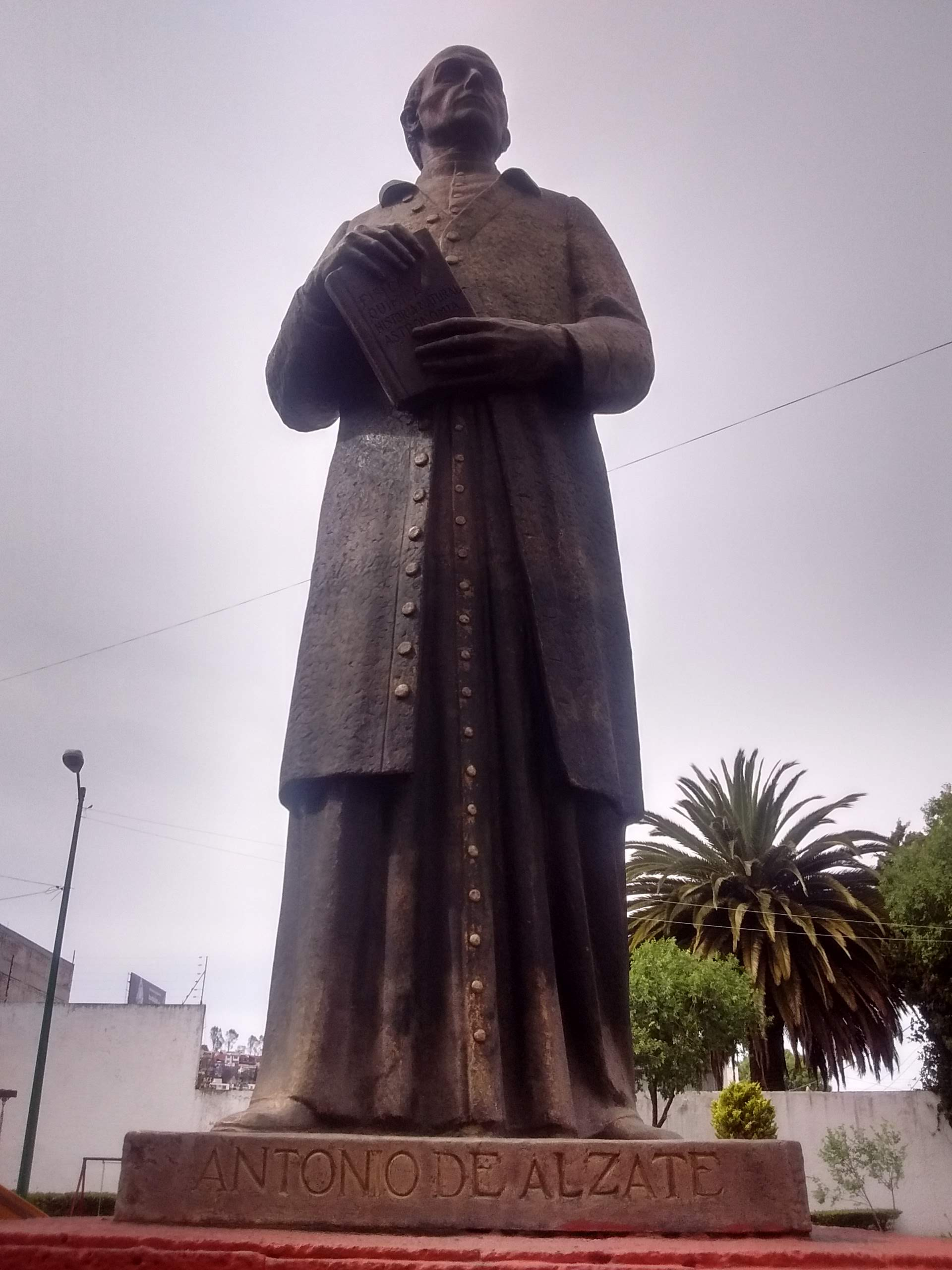
Estatua de Alzate en la ciudad de Toluca

El 15 de enero de 1788 apareció el primer número de su Gazeta de literatura de México,: xxvii  el último número de ella se publicó el 22 de octubre de 1795, suspendida por orden superior, seguramente relacionada con un conflicto suscitado por textos publicados contra el virrey Revillagigedo o como efecto del cambio suscitado por la Revolución Francesa. El último párrafo, del último número, dice: "Algunos indiscretos piensan que las noticias que presentan las gacetas son efímeras; no es así, reviven a cierto tiempo y son el verdadero archivo de que se valen los que intentan escribir la historia de un país".: 33  En 1831, se publicó una edición en 4 tomos con el título: Gacetas de Literatura de México, impresa en Puebla, en la oficina del Hospital de S. Pedro, a cargo de Manuel Buen Abad.
A su muerte, en 1799, fue sepultado en el Convento de la Merced de la Ciudad de México.

## Honores
Botánicos de la Expedición Botánica al Virreinato del Perú, de 1777 a 1788, crean el género Alzatea, en su honor.
En 1970, en México, la Dirección General de Pesca bautiza con "Antonio Alzate" a un barco oceanográfico.
El homenaje más perdurable a su memoria fue la creación de la Sociedad Científica Antonio Alzate en 1884, que en 1930 pasó a ser la Academia Nacional de Ciencias Antonio Alzate.
Su pueblo natal fue renombrado en 1879 Ozumba de Alzate en su honor.